# 北海道の道道一覧
北海道の道道一覧は、北海道を通る道道の一覧である。
北海道道の路線番号は、1番から100番台までが主要道道、200番台以降が一般道道となっている。
路線番号は、1994年10月1日に改正され、現在のものとなった。

## 主要道道

### 1 - 100
- 1 北海道道1号小樽定山渓線
- 2 北海道道2号洞爺湖登別線
- 3 北海道道3号札幌夕張線
- 4 北海道道4号旭川芦別線
- 5 北海道道5号江差木古内線
- 6 北海道道6号岩見沢月形線
- 7 北海道道7号北見常呂線
- 8 北海道道8号根室中標津線
- 9 北海道道9号寿都黒松内線
- 10 北海道道10号千歳鵡川線
- 11 北海道道11号月形厚田線
- 12 北海道道12号枝幸音威子府線
- 13 北海道道13号中標津標茶線
- 14 北海道道14号厚岸標茶線
- 15 北海道道15号幕別大樹線
- 16 北海道道16号支笏湖公園線
- 17 北海道道17号小樽港線
- 18 北海道道18号札幌停車場線
- 19 北海道道19号苫小牧停車場線
- 20 北海道道20号旭川停車場線
- 21 北海道道21号留萌停車場線
- 22 北海道道22号留萌港線
- 23 北海道道23号網走停車場線
- 24 北海道道24号釧路停車場線
- 25 北海道道25号釧路港線
- 26 北海道道26号帯広停車場線
- 27 北海道道27号北見津別線
- 28 北海道道28号当別浜益港線
- 29 北海道道29号上磯厚沢部線
- 30 北海道道30号三笠栗山線
- 31 北海道道31号音更池田線
- 32 北海道道32号豊浦ニセコ線
- 33 北海道道33号美唄月形線
- 34 北海道道34号襟裳公園線
- 35 北海道道35号根室半島線
- 36 北海道道36号余市赤井川線
- 37 北海道道37号鷹栖東神楽線
- 38 北海道道38号夕張岩見沢線
- 39 北海道道39号奥尻島線
- 40 北海道道40号礼文島線
- 41 北海道道41号函館恵山線
- 42 北海道道42号八雲北檜山線
- 43 北海道道43号大沼公園鹿部線
- 44 北海道道44号石狩手稲線
- 45 北海道道45号恵庭栗山線
- 46 北海道道46号江別恵庭線
- 47 北海道道47号深川雨竜線
- 48 北海道道48号和寒幌加内線
- 49 北海道道49号美深雄武線
- 50 北海道道50号北見置戸線
- 51 北海道道51号津別陸別線
- 52 北海道道52号屈斜路摩周湖畔線
- 53 北海道道53号釧路鶴居弟子屈線
- 54 北海道道54号東瓜幕芽室線
- 55 北海道道55号清水大樹線
- 56 北海道道56号本別浦幌線
- 57 北海道道57号旭川深川線
- 58 北海道道58号倶知安ニセコ線
- 59 北海道道59号平取厚真線
- 60 北海道道60号下川雄武線
- 61 北海道道61号士別滝の上線
- 62 北海道道62号豊頃糠内芽室線
- 63 北海道道63号函館空港線
- 64 北海道道64号女満別空港線
- 65 北海道道65号釧路空港線
- 66 北海道道66号岩内洞爺線
- 67 北海道道67号八雲厚沢部線
- 68 北海道道68号旭川空港線
- 69 北海道道69号中標津空港線
- 70 北海道道70号芦別美瑛線
- 71 北海道道71号平取静内線
- 72 北海道道72号旭川幌加内線
- 73 北海道道73号帯広浦幌線
- 74 北海道道74号穂別鵡川線
- 75 北海道道75号帯広新得線
- 76 北海道道76号網走公園線
- 77 北海道道77号千歳インター線
- 78 北海道道78号支笏湖線
- 79 北海道道79号深川豊里線
- 80 北海道道80号平取門別線
- 81 北海道道81号岩見沢石狩線
- 82 北海道道82号西野真駒内清田線
- 83 北海道道83号函館南茅部線
- 84 北海道道84号豊富浜頓別線
- 85 北海道道85号鹿追糠平線
- 86 北海道道86号白老大滝線
- 87 北海道道87号知床公園羅臼線
- 88 北海道道88号本別留辺蘂線
- 89 北海道道89号札幌環状線
- 90 北海道道90号旭川環状線
- 91 北海道道91号苫小牧東インター線
- 92 北海道道92号斜里停車場線
- 93 北海道道93号知床公園線
- 94 北海道道94号増毛稲田線
- 95 北海道道95号京極定山渓線
- 96 北海道道96号上磯峠下線
- 97 北海道道97号豊浦京極線
- 98 北海道道98号旭川多度志線
- 99 北海道道99号和寒鷹栖線
- 100 北海道道100号函館上磯線

### 101 - 200
- 101 北海道道101号下川愛別線
- 102 北海道道102号網走川湯線
- 103 北海道道103号留辺蘂浜佐呂間線
- 104 北海道道104号網走端野線
- 105 北海道道105号利尻富士利尻線
- 106 北海道道106号稚内天塩線
- 107 北海道道107号室蘭環状線
- 108 北海道道108号沓形仙法志鴛泊線
- 109 北海道道109号新帯広空港線
- 110 北海道道110号江別インター線
- 111 北海道道111号静内中札内線
- 112 北海道道112号札幌当別線
- 113 北海道道113号釧路環状線
- 114 北海道道114号赤平奈井江線
- 115 北海道道115号芦別砂川線
- 116 北海道道116号岩見沢三笠線
- 117 北海道道117号恵庭岳公園線
- 118 北海道道118号美深中川線
- 119 北海道道119号遠別中川線
- 120 北海道道120号美深中頓別線
- 121 北海道道121号稚内幌延線
- 122 北海道道122号北見端野美幌線
- 123 北海道道123号別海厚岸線
- 124 北海道道124号宮の沢北一条線
- 125 北海道道125号前田新川線
- 126 北海道道126号小平幌加内線
- 127 北海道道127号室蘭インター線
- 128 北海道道128号札幌北広島環状線
- 129 北海道道129号静川美沢線
- 130 北海道道130号新千歳空港線
- 131 北海道道131号平取穂別線
- 132 北海道道132号洞爺公園洞爺線
- 133 北海道道133号音更新得線
- 134 北海道道134号本別士幌線
- 135 北海道道135号美唄富良野線
- 136 北海道道136号夕張新得線
- 137 北海道道137号遠軽雄武線
- 138 北海道道138号豊富猿払線
- 139 北海道道139号江別奈井江線
- 140 北海道道140号愛別当麻旭川線
- 141 北海道道141号樽前錦岡線
- 142 北海道道142号根室浜中釧路線
- 143 北海道道143号北見白糠線
- 144 北海道道144号登別室蘭インター線
- 145 北海道道145号伊達インター線
- 146 北海道道146号旭川鷹栖インター線
- 147 北海道道147号銭函インター線
- 148 北海道道148号釧路西インター線
- 149 北海道道149号大沼公園インター線
- 150 北海道道150号摩周湖中標津線
- 151 北海道道151号幕別帯広芽室線
- 152 - 200 （欠番）

## 一般道道

### 201 - 300
- 201 北海道道201号岩見沢停車場線
- 202 北海道道202号八雲停車場線
- 203 北海道道203号滝川停車場線
- 204 北海道道204号湧別上湧別線
- 205 北海道道205号上士別ビバカルウシ線
- 206 北海道道206号下川風連線
- 207 北海道道207号昆布停車場ニセコ線
- 208 北海道道208号比宇厚賀停車場線
- 209 北海道道209号滑若新冠停車場線
- 210 北海道道210号尾田豊頃停車場線
- 211 北海道道211号春日置戸線
- 212 （欠番：2000年12月12日まで北海道道212号旭川大雪山層雲峡線）
- 213 北海道道213号天人峡美瑛線
- 214 北海道道214号川西芽室音更線
- 215 北海道道215号江差停車場線
- 216 北海道道216号八千代帯広線
- 217 北海道道217号北見美幌線
- 218 北海道道218号板谷佐久停車場線
- 219 北海道道219号新開旭川線
- 220 北海道道220号歌登咲来停車場線
- 221 北海道道221号塘路厚岸線
- 222 北海道道222号雄別釧路線
- 223 北海道道223号愛山渓上川線
- 224 北海道道224号芦別赤平線
- 225 北海道道225号小樽石狩線
- 226 北海道道226号舞鶴追分線
- 227 北海道道227号赤平滝川線
- 228 北海道道228号豊丘余市停車場線
- 229 北海道道229号北尻別蘭越停車場線
- 230 北海道道230号三ノ原ニセコ線
- 231 北海道道231号椴法華港線
- 232 北海道道232号今金北檜山線
- 233 北海道道233号新富様似停車場線
- 234 北海道道234号美河三石停車場線
- 235 北海道道235号上幌内早来停車場線
- 236 北海道道236号勇足池田線
- 237 北海道道237号池田停車場高島線
- 238 北海道道238号更別幕別線
- 239 北海道道239号熊牛音更線
- 240 北海道道240号上札内帯広線
- 241 北海道道241号本流音別停車場線
- 242 北海道道242号上庶路庶路停車場線
- 243 北海道道243号阿寒標茶線
- 244 北海道道244号遠軽芭露線
- 245 北海道道245号下仁頃相内停車場線
- 246 北海道道246号小清水女満別線
- 247 北海道道247号置戸温根湯線
- 248 北海道道248号嘉多山美幌線
- 249 北海道道249号福住女満別線
- 250 北海道道250号清里止別線
- 251 北海道道251号雨竜旭川線
- 252 北海道道252号美深名寄線
- 253 北海道道253号東山富良野停車場線
- 254 北海道道254号抜海港線
- 255 北海道道255号焼尻島線
- 256 北海道道256号豊富遠別線
- 257 北海道道257号留寿都喜茂別線
- 258 北海道道258号早来千歳線
- 259 北海道道259号上厚真苫小牧線
- 260 北海道道260号幕別停車場線
- 261 北海道道261号置戸福野北見線
- 262 北海道道262号新函館北斗停車場線
- 263 北海道道263号八雲今金線
- 264 北海道道264号七飯療養所線
- 265 北海道道265号熱郛白井川線
- 266 北海道道266号大成黒松内停車場線
- 267 北海道道267号磯谷蘭越線
- 268 北海道道268号岩内蘭越線
- 269 北海道道269号蕨岱国富停車場線
- 270 北海道道270号岩内港線
- 271 北海道道271号倶知安停車場線
- 272 北海道道272号寿都停車場線
- 273 北海道道273号花畔札幌線
- 274 北海道道274号栗沢南幌線
- 275 北海道道275号月形峰延線
- 276 北海道道276号琴似停車場線
- 277 北海道道277号琴似停車場新琴似線
- 278 北海道道278号奈井江浦臼線
- 279 北海道道279号江部乙雨竜線
- 280 北海道道280号妹背牛停車場線
- 281 北海道道281号深川多度志線
- 282 北海道道282号沼田妹背牛線
- 283 北海道道283号砂川新十津川線
- 284 北海道道284号深川停車場線
- 285 北海道道285号豊浦洞爺線
- 286 北海道道286号登別停車場線
- 287 北海道道287号厚真浜厚真停車場線
- 288 北海道道288号浦河港線
- 289 北海道道289号富川停車場線
- 290 北海道道290号追分停車場線
- 291 北海道道291号吹上上富良野線
- 292 北海道道292号智恵文停車場線
- 293 北海道道293号温根別剣淵停車場線
- 294 北海道道294号東川東神楽旭川線
- 295 北海道道295号瑞穂旭川停車場線
- 296 北海道道296号比布愛別停車場線
- 297 北海道道297号士別停車場線
- 298 北海道道298号上富良野旭中富良野線
- 299 北海道道299号上富良野停車場線
- 300 北海道道300号上川停車場線

### 301 - 400
- 301 北海道道301号増毛港線
- 302 北海道道302号雄信内停車場線
- 303 北海道道303号沓形港線
- 304 北海道道304号紋別港線
- 305 北海道道305号紋別丸瀬布線
- 306 北海道道306号丸瀬布上渚滑線
- 307 北海道道307号留辺蘂停車場線
- 308 北海道道308号日吉端野線
- 309 北海道道309号美幌停車場線
- 310 北海道道310号花咲港線
- 311 北海道道311号中西別計根別線
- 312 北海道道312号根室停車場線
- 313 北海道道313号根室港線
- 314 北海道道314号白糠停車場線
- 315 北海道道315号十勝港線
- 316 北海道道316号上士幌音更線
- 317 北海道道317号中美生芽室線
- 318 北海道道318号湧洞豊頃停車場線
- 319 北海道道319号生花大樹線
- 320 北海道道320号旅来豊頃停車場線
- 321 北海道道321号中札内停車場線
- 322 北海道道322号砂川停車場線
- 323 北海道道323号江部乙停車場線
- 324 北海道道324号石狩沼田停車場線
- 325 北海道道325号厚別停車場線
- 326 北海道道326号桑園停車場線
- 327 北海道道327号弁景幌別線
- 328 北海道道328号風連停車場線
- 329 北海道道329号新旭川停車場線
- 330 北海道道330号下川停車場線
- 331 北海道道331号永山停車場線
- 332 北海道道332号当麻停車場線
- 333 北海道道333号遠軽停車場線
- 334 北海道道334号中藻興部興部線
- 335 北海道道335号訓子府停車場線
- 336 北海道道336号上社名淵上湧別線
- 337 北海道道337号上士幌士幌音更線
- 338 北海道道338号大沼公園線
- 339 北海道道339号高根平岸停車場線
- 340 北海道道340号栗丘幌向停車場線
- 341 北海道道341号真駒内御料札幌線
- 342 北海道道342号茅沼鉱山泊線
- 343 北海道道343号蘭越ニセコ倶知安線
- 344 北海道道344号白井川豊浦線
- 345 北海道道345号矢淵東瀬棚停車場線
- 346 （欠番：旧：船越乙部港線→北海道道460号乙部厚沢部線の一部と北海道道461号乙部港線へ）
- 347 北海道道347号赤川函館線
- 348 北海道道348号野深荻伏停車場線
- 349 （欠番：平取厚真線を59号に改番）
- 350 北海道道350号倶多楽湖公園線
- 351 北海道道351号正和門別停車場線
- 352 （欠番：旧：朝日愛別停車場線→）（北海道道902号下川愛別線（現101号）の一部へ）
- 353 北海道道353号美沢上富良野線
- 354 北海道道354号ペンケ下川停車場線
- 355 （欠番：下川雄武線を60号に改番）
- 356 北海道道356号築別炭砿築別停車場線
- 357 （欠番：旧：端野美幌線→北海道道1019号北見端野美幌線（現122号）の一部と北海道道1024号川向端野線の一部へ）
- 358 （欠番：士別滝の上線を61号に改番）
- 359 （欠番：豊頃糠内芽室線を62号に改番）
- 360 （欠番：旧：糠平清水線→鹿追糠平線の一部と北海道道734号熊牛御影線の一部と北海道道735号清水鹿追線の一部へ）
- 361 北海道道361号尺別尺別停車場線
- 362 北海道道362号西春別春別停車場線
- 363 北海道道363号尾岱沼港春別停車場線
- 364 北海道道364号本別海別海停車場線
- 365 北海道道365号上芦別停車場線
- 366 北海道道366号石狩当別停車場線
- 367 （欠番：旧：石狩太美停車場線→後続路線無し。）
- 368 北海道道368号白石停車場線
- 369 北海道道369号島松停車場線
- 370 北海道道370号野幌停車場線
- 371 北海道道371号北広島停車場線
- 372 北海道道372号秩父別停車場線
- 373 北海道道373号幌加内停車場線
- 374 北海道道374号栗沢停車場線
- 375 （欠番：旧：奈井江停車場線→北海道道529号東奈井江奈井江停車場線の一部へ）
- 376 北海道道376号石狩月形停車場線
- 377 （欠番：旧：美国港線→北海道道568号船澗美国港線の一部へ）
- 378 北海道道378号余市港線
- 379 （欠番：函館空港線を63号に改番）
- 380 北海道道380号松前停車場線
- 381 （欠番：旧：中の沢停車場線→後続路線無し。）
- 382 （欠番：旧：今金停車場線→北海道道678号白石今金停車場線の一部と北海道道686号鈴岡今金停車場線の一部へ）
- 383 北海道道383号木古内停車場線
- 384 北海道道384号荻伏停車場線
- 385 北海道道385号長和停車場線
- 386 北海道道386号有珠停車場線
- 387 北海道道387号幌別停車場線
- 388 北海道道388号白老停車場線
- 389 北海道道389号様似港線
- 390 北海道道390号比布停車場線
- 391 北海道道391号音威子府停車場線
- 392 （欠番：旧：中富良野停車場線→北海道道705号ベベルイ中富良野停車場線の一部へ）
- 393 北海道道393号遠別停車場線
- 394 （欠番：旧：幌延停車場線→北海道道645号上問寒幌延停車場線の一部へ）
- 395 北海道道395号問寒別停車場下国府線
- 396 （欠番：旧：天塩停車場線→北海道道551号円山天塩停車場線の一部へ）
- 397 北海道道397号豊富停車場線
- 398 北海道道398号北見枝幸停車場線
- 399 北海道道399号中頓別停車場線
- 400 北海道道400号小頓別停車場線

### 401 - 500
- 401 （欠番：旧：札弦停車場線→北海道道805号札弦停車場水上線の一部へ）
- 402 （欠番：旧：清里停車場線→北海道道857号江南清里停車場線の一部へ）
- 403 （欠番：旧：中斜里停車場線→北海道道827号越川中斜里停車場線の一部へ）
- 404 北海道道404号上湧別停車場線
- 405 （欠番：旧：湧別停車場線→北海道道656号湧別停車場サロマ湖線の一部へ）
- 406 （欠番：旧：上渚滑停車場線→北海道道553号上藻別上渚滑停車場線の一部へ）
- 407 北海道道407号稚内港線
- 408 北海道道408号枝幸港線
- 409 北海道道409号常呂港線
- 410 北海道道410号雄武港線
- 411 （欠番：女満別空港線を64号に改番）
- 412 （欠番：旧：新吉野停車場線→北海道道598号上厚内新吉野停車場線の一部へ）
- 413 北海道道413号浦幌停車場線
- 414 北海道道414号広尾停車場線
- 415 北海道道415号音更停車場線
- 416 北海道道416号鹿追停車場線
- 417 北海道道417号士幌停車場線
- 418 北海道道418号上士幌停車場線
- 419 北海道道419号大正停車場線
- 420 北海道道420号芽室停車場線
- 421 （欠番：旧：標茶停車場線→北海道道668号オソツベツ原野標茶停車場線の一部へ）
- 422 北海道道422号川湯停車場線
- 423 北海道道423号西春別停車場線
- 424 北海道道424号磯分内停車場線
- 425 北海道道425号厚岸停車場線
- 426 （欠番：釧路空港線を65号に改番）
- 427 （欠番：旧：昭和炭山石狩沼田停車場線→北海道道867号達布石狩沼田停車場線の一部へ）
- 428 北海道道428号奥美葉牛沼田線
- 429 北海道道429号多度志停車場線
- 430 北海道道430号南幌向停車場線
- 431 北海道道431号丘珠空港線
- 432 北海道道432号暑寒別雨竜停車場線
- 433 （欠番：旧：朱鞠内美深線→北海道道721号美深北竜線の一部へ）
- 434 （欠番：旧：恵山公園線→北海道道635号元村恵山線の一部へ）
- 435 北海道道435号松前港線
- 436 （欠番：旧：渡島知内停車場線→北海道道531号小谷石渡島知内停車場線の一部へ）
- 437 北海道道437号羽幌原野古丹別停車場線
- 438 北海道道438号天塩中川停車場線
- 439 （欠番：旧：本別停車場線→北海道道658号本別本別停車場線の一部へ）
- 440 北海道道440号西帯広停車場線
- 441 北海道道441号札内停車場線
- 442 北海道道442号サロマ湖公園線
- 443 北海道道443号鬼志別停車場線
- 444 北海道道444号稚咲内豊富停車場線
- 445 北海道道445号紋穂内停車場線
- 446 （欠番：旧：周防堂松前停車場線→北海道道607号石崎松前線の一部へ）
- 447 北海道道447号西大里瀬棚停車場線
- 448 北海道道448号千代田初山別停車場線
- 449 北海道道449号別海浜中停車場線
- 450 （欠番：旧：新十津川停車場線→北海道道625号学園新十津川停車場線の一部へ）
- 451 北海道道451号北長沼停車場線
- 452 北海道道452号下手稲札幌線
- 453 北海道道453号西野白石線
- 454 北海道道454号小樽海岸公園線
- 455 北海道道455号仁木停車場線
- 456 （欠番：岩内洞爺線を66号に改番）
- 457 北海道道457号函館漁港線
- 458 （欠番：八雲厚沢部線線を67号に改番）
- 459 北海道道459号瀬棚港線
- 460 北海道道460号乙部厚沢部線
- 461 北海道道461号乙部港線
- 462 北海道道462号川端追分線
- 463 （欠番：旧：苫小牧港線→北海道道781号苫小牧環状線の一部へ）
- 464 （欠番：旧：日高清水線→国道274号の一部へ）（主要）
- 465 北海道道465号金山幾寅停車場線
- 466 （欠番：旧：小平停車場線→北海道道550号幌糠小平停車場線の一部へ）
- 467 北海道道467号栄浜小清水線
- 468 北海道道468号清水谷足寄線
- 469 （欠番：旧：帯広空港線→北海道道1084号帯広の森公園線の一部へ）
- 470 北海道道470号更別停車場線
- 471 （欠番：旧：大樹停車場線→北海道道773号萠和大樹停車場線の一部へ）
- 472 北海道道472号更南更別停車場線
- 473 （欠番：旧：忠類停車場線→北海道道657号美成忠類停車場線の一部へ）
- 474 （欠番：旧：阿寒停車場線→後続路線無し。）
- 475 北海道道475号風蓮湖公園線
- 476 （欠番：旧：開陽中標津停車場線→北海道道650号緑中標津線の一部へ）
- 477 北海道道477号滝下由仁停車場線
- 478 北海道道478号京極倶知安線
- 479 （欠番：旧：福島停車場線→北海道道532号岩部渡島福島停車場線の一部へ、ただし479号の廃止は532号の認定の2年後）
- 480 北海道道480号鹿部停車場線
- 481 北海道道481号上向別浦河停車場線
- 482 北海道道482号豊川遠浅停車場線
- 483 北海道道483号苫前港線
- 484 北海道道484号天塩港線
- 485 （欠番：旧：坂の下稚内停車場線→北海道道909号稚内天塩線（現106号）の一部へ）
- 486 北海道道486号豊田当麻線
- 487 北海道道487号近文停車場線
- 488 （欠番：旭川空港線を68号に改番）
- 489 （欠番：旧：占冠落合停車場線→北海道道1099号夕張新得線（現136号）の一部と北海道道1117号落合停車場線の一部へ）
- 490 北海道道490号中園網走停車場線
- 491 北海道道491号芭露停車場線
- 492 北海道道492号沙留停車場線
- 493 北海道道493号奥瀬戸瀬瀬戸瀬停車場線
- 494 北海道道494号訓子府津別線
- 495 北海道道495号上常呂停車場線
- 496 北海道道496号下居辺高島停車場線
- 497 （欠番：旧：二股清水線→北海道道718号忠別清水線の一部へ）
- 498 北海道道498号長流枝内木野停車場線
- 499 北海道道499号勇足本別停車場線
- 500 北海道道500号音別浦幌線

### 501 - 600
- 501 北海道道501号旭浜大樹停車場線
- 502 北海道道502号斗満陸別停車場線
- 503 北海道道503号明倫幕別停車場線
- 504 （欠番：中標津空港線を69号へ改番）
- 505 北海道道505号養老牛計根別停車場線
- 506 北海道道506号茶内停車場線
- 507 北海道道507号船泊港利礼公園線
- 508 北海道道508号矢臼場札幌線
- 509 （欠番：芦別美瑛線を70号へ改番）
- 510 北海道道510号抜海兜沼停車場線
- 511 （欠番：旧：上湧別留辺蘂線→国道242号の一部へ）（主要）
- 512 （欠番：旧：札幌支笏湖線→国道453号の一部へ）（主要）
- 513 （欠番：旧：洞爺湖支笏湖線→国道276号の一部と道道723号洞爺湖大滝線（廃止）へ）（主要）
- 514 （欠番：旧：夕張平取線→国道452号の一部と道道1094号平取穂別線（現131号）へ、残り区間は夕張側が道道169号夕張岩見沢線（現38号）の延長区間、稲里〜穂別が道道518号穂別鵡川線（現74号）の延長区間へ）（主要）
- 515 （欠番：平取静内線を71号へ改番）
- 516 （欠番：旭川幌加内線を72号へ改番）
- 517 （欠番：帯広浦幌線を73号へ改番）
- 518 （欠番：穂別鵡川線を74号へ改番）
- 519 北海道道519号滝之町伊達線
- 520 北海道道520号鷹栖東鷹栖比布線
- 521 （欠番：旧：美成豊似停車場線→国道336号の一部へ）
- 522 （欠番：帯広新得線を75号へ改番）
- 523 北海道道523号美川黒松内線
- 524 （欠番：旧：都倶知安線→道道895号倶知安赤井川線の一部へ）
- 525 北海道道525号蘭越停車場線
- 526 北海道道526号東札幌停車場線
- 527 北海道道527号望来当別線
- 528 北海道道528号蕗の台朱鞠内停車場線
- 529 北海道道529号東奈井江奈井江停車場線
- 530 北海道道530号上磯停車場線
- 531 北海道道531号小谷石渡島知内停車場線
- 532 北海道道532号岩部渡島福島停車場線
- 533 （欠番：旧：樽前錦岡停車場線→道道1104号樽前錦岡線（現141号）の一部へ）
- 534 北海道道534号富沢日高三石停車場線
- 535 （欠番：旧：昭和新山線→道道703号洞爺湖公園線の一部へ）
- 536 北海道道536号剣淵原野士別線
- 537 北海道道537号旭士別線
- 538 北海道道538号旭名寄線
- 539 （欠番：旧：板谷恩根内停車場線→道道1015号美深中川線（現118号）の一部へ）
- 540 北海道道540号名寄停車場線
- 541 北海道道541号問寒別佐久停車場線
- 542 北海道道542号東旭川停車場線
- 543 北海道道543号上宇莫別美瑛停車場線
- 544 北海道道544号麓郷山部停車場線
- 545 北海道道545号三和剣淵線
- 546 北海道道546号暑寒別公園線
- 547 北海道道547号羽幌港線
- 548 北海道道548号天売島線
- 549 北海道道549号峠下沼田線
- 550 北海道道550号幌糠小平停車場線
- 551 北海道道551号円山天塩停車場線
- 552 （欠番：旧：上猿払浜頓別線→道道724号豊富中頓別線（現84号）の一部へ）
- 553 北海道道553号上藻別上渚滑停車場線
- 554 （欠番：旧：北海道道554号紋別空港線→後続路線無し）
- 555 北海道道555号東相内停車場線
- 556 北海道道556号緋牛内北見線
- 557 北海道道557号止別停車場線
- 558 北海道道558号白滝原野白滝停車場線
- 559 北海道道559号新富士停車場線
- 560 北海道道560号仲洞爺留寿都線
- 561 （欠番：旧：西野真駒内停車場線→道道720号西野真駒内清田線（現82号）の一部へ）
- 562 （欠番：旧：元山定山渓停車場線→道道819号京極定山渓線（初代）の一部へ）
- 563 （欠番：旧：大夕張清水沢停車場線→道道739号鹿島清水沢停車場線の一部へ）
- 564 北海道道564号江部乙赤平線
- 565 北海道道565号和停車場線
- 566 （欠番：旧：湯内旭川線→道道899号旭川多度志線（現98号）の一部へ）
- 567 北海道道567号上芦別停車場野花南湖線
- 568 北海道道568号船澗美国港線
- 569 北海道道569号蕨台古平線
- 570 （欠番：旧：新富京極線→道道898号豊浦京極線（現97号）の一部と道道914号新富神里線へ）
- 571 北海道道571号五稜郭公園線
- 572 北海道道572号八雲港線
- 573 北海道道573号桜野野田生停車場線
- 574 （欠番：旧：神里豊浦線→道道898号豊浦京極線（現97号）の一部へ）
- 575 北海道道575号鵡川停車場線
- 576 北海道道576号瑞穂安平停車場線
- 577 （欠番：旧：高見静内停車場線→道道991号静内中札内線（現111号）の一部と道道992号静内停車場線へ）
- 578 北海道道578号洞爺虻田線
- 579 北海道道579号新開西神楽停車場線
- 580 北海道道580号美馬牛神楽線
- 581 北海道道581号留辺蘂上富良野線
- 582 北海道道582号苫前停車場線
- 583 北海道道583号上問寒問寒別停車場線
- 584 北海道道584号猿払停車場線
- 585 北海道道585号狩別猿払停車場線
- 586 北海道道586号豊牛下頓別停車場線
- 587 北海道道587号跡佐登小清水線
- 588 北海道道588号屈斜路津別線
- 589 （欠番：旧：津別停車場線→道道768号相生津別停車場線の一部へ）
- 590 （欠番：網走公園線を76号へ改番）（1982年4月1日に北海道道684号美岬卯原内停車場線を編入して延長）
- 591 北海道道591号嘉多山卯原内停車場線
- 592 北海道道592号湯里生田原停車場線
- 593 北海道道593号屈足鹿追線
- 594 （欠番：旧：新得停車場線→道道662号新得新得停車場線の一部へ）
- 595 北海道道595号愛国停車場線
- 596 北海道道596号中士幌停車場線
- 597 北海道道597号十弗浦幌線
- 598 （欠番：旧：上厚内新吉野停車場線→道道1038号直別共栄線の一部へ）
- 599 北海道道599号火散布茶内停車場線
- 600 北海道道600号島松千歳線

### 601 - 700
- 601 北海道道601号野花南停車場線
- 602 北海道道602号東三川由仁停車場線
- 603 北海道道603号浦臼停車場線
- 604 北海道道604号老古美小沢停車場線
- 605 北海道道605号中野木古内停車場線
- 606 北海道道606号霞台森停車場線
- 607 北海道道607号石崎松前線
- 608 北海道道608号大岸礼文停車場線
- 609 北海道道609号礼文停車場線
- 610 北海道道610号占冠穂別線
- 611 北海道道611号瑞穂東川線
- 612 北海道道612号築別天塩有明停車場線
- 613 北海道道613号豊平峠下停車場線
- 614 （欠番：旧：清川中川線→道道1016号遠別中川線（現119号）の一部へ）
- 615 （欠番：旧：志美宇丹美深線→道道1017号美深中頓別線（現120号）の一部へ）
- 616 北海道道616号上勇知兜沼停車場線
- 617 北海道道617号オシラネップ原野濁川停車場線
- 618 （欠番：旧：仁頃端野線→国道333号の一部へ）
- 619 （欠番：旧：知床公園斜里線→国道334号の一部と道道892号知床公園線（現93号）と道道891号斜里停車場線（現92号）へ）（主要）
- 620 北海道道620号苫務小利別停車場線
- 621 北海道道621号足寄原野上利別停車場線
- 622 北海道道622号幸徳大樹停車場線
- 623 （欠番：旧：釧路中標津線→国道272号の一部へ）
- 624 （欠番：旧：清田真駒内停車場線→道道720号西野真駒内清田線（現82号）の一部へ）
- 625 北海道道625号学園新十津川停車場線
- 626 北海道道626号東雁来江別線
- 627 北海道道627号文珠砂川線
- 628 北海道道628号小藤沼田線
- 629 （欠番：旧：茶志内茶志内停車場線→道道979号開発茶志内線の一部へ）
- 630 （欠番：認定の告示無し）
- 631 北海道道631号ニセコ高原比羅夫線
- 632 （欠番：旧：銭函停車場見晴線→道道1110号銭函インター線（現147号）と道道1126号銭函停車場線へ）
- 633 北海道道633号函館港線
- 634 北海道道634号城丘江差線
- 635 北海道道635号元村恵山線
- 636 北海道道636号渡島吉岡停車場線
- 637 北海道道637号西川東静内停車場線
- 638 北海道道638号宿志別振内停車場線
- 639 北海道道639号上士別和寒線
- 640 北海道道640号中愛別上川線
- 641 北海道道641号北旭川停車場線
- 642 （欠番：旧：チバベリ幌糠停車場線→道道1068号留萌北竜線の一部へ）
- 643 北海道道643号鬼鹿停車場線
- 644 （欠番：旧：達布昭和停車場線→道道867号達布石狩沼田停車場線の一部へ）
- 645 北海道道645号上問寒幌延停車場線
- 646 北海道道646号曲淵停車場線
- 647 北海道道647号兵安上頓別停車場線
- 648 （欠番：旧：エベコロベツ沼川停車場線→道道709号エベコロベツ樺岡稚内線の一部へ）
- 649 （欠番：旧：若佐北見線→道道725号北見生田原線の一部へ）
- 650 （欠番：旧：緑中標津線→道道1034号中標津斜里線の一部へ）
- 651 （欠番：旧：緑停車場水上線→道道805号札弦停車場水上線の一部へ）
- 652 （欠番：認定の告示無し）
- 653 （欠番：旧：濁川停車場線→道道838号中立牛滝上線の一部へ）
- 654 （欠番：旧：網走川湯線→道道903号網走川湯線（2代目・現102号）へ）
- 655 北海道道655号仁倉端野線
- 656 北海道道656号湧別停車場サロマ湖線
- 657 北海道道657号美成忠類停車場線
- 658 北海道道658号本別本別停車場線
- 659 北海道道659号勇足停車場線
- 660 北海道道660号居辺本別線
- 661 北海道道661号士幌然別湖線
- 662 （欠番：旧：新得新得停車場線→道道1073号落合新得線の一部へ）
- 663 北海道道663号植坂足寄停車場線
- 664 北海道道664号モアショロ原野螺湾足寄停車場線
- 665 北海道道665号上茶路上茶路停車場線
- 666 北海道道666号徹別原野釧路線
- 667 北海道道667号徹別原野雄別停車場線
- 668 （欠番：旧：オソツベツ原野標茶停車場線→国道274号の一部へ）
- 669 北海道道669号中標津停車場線
- 670 （欠番：旧：緑斜里線→道道1034号中標津斜里線の一部へ）
- 671 （欠番：千歳インター線を77号に改番）
- 672 （欠番：旧：抜海天塩線→道道909号稚内天塩線（現106号）の一部へ）
- 673 （欠番：支笏湖線を78号に改番）
- 674 （欠番：深川豊里線を79号に改番）
- 675 北海道道675号立待岬函館停車場線
- 676 北海道道676号七飯大野線
- 677 北海道道677号小倉山丹羽停車場線
- 678 （欠番：旧：白石今金停車場線→道道793号旭台今金線の一部へ）
- 679 （欠番：平取門別線を80号に改番）（1982年4月1日に延長し、広富平取線から改称）
- 680 北海道道680号班渓美深停車場線
- 681 （欠番：旧：開明当麻停車場線→道道1134号当麻上川線の一部へ）
- 682 北海道道682号二又北見線
- 683 北海道道683号大観山公園線
- 684 （欠番：旧：北海道道684号美岬卯原内停車場線→道道590号網走公園線（現76号）に編入）
- 685 北海道道685号計呂地若佐線
- 686 北海道道686号鈴岡今金停車場線
- 687 北海道道687号美唄達布岩見沢線
- 688 北海道道688号名寄遠別線
- 689 （欠番：旧：浦河大樹線→国道236号の一部へ）（主要）
- 690 （欠番：旧：西芦別上砂川線→道道1012号芦別砂川線（現115号）の一部へ）
- 691 北海道道691号赤平歌志内線
- 692 北海道道692号角田栗山停車場線
- 693 北海道道693号鷹泊鷹泊停車場線
- 694 北海道道694号北長沼由仁線
- 695 北海道道695号清原喜茂別線
- 696 北海道道696号喜茂別停車場線
- 697 北海道道697号天神南小樽停車場線
- 698 北海道道698号湯の里渡島知内停車場線
- 699 北海道道699号室蘭港線
- 700 （欠番：旧：東関内伊達紋別停車場線→道道981号上長和萩原線の一部と道道982号伊達紋別停車場線へ）

### 701 - 800
- 701 北海道道701号登別港線
- 702 北海道道702号美和豊浦停車場線
- 703 北海道道703号洞爺湖公園線
- 704 北海道道704号崎守停車場線
- 705 北海道道705号ベベルイ中富良野停車場線
- 706 北海道道706号南陽山部停車場線
- 707 北海道道707号鬼鹿港線
- 708 北海道道708号有明天塩有明停車場線
- 709 （欠番：旧：エベコロベツ樺岡稚内線→道道1018号稚内幌延線（現121号）の一部へ）
- 710 北海道道710号浅茅野台地浜頓別線
- 711 北海道道711号社名淵瀬戸瀬停車場線
- 712 北海道道712号緑蔭中湧別停車場線
- 713 北海道道713号中渚滑紋別停車場線
- 714 北海道道714号住吉女満別停車場線
- 715 北海道道715号芽室東四条帯広線
- 716 北海道道716号駒畠更別線
- 717 北海道道717号札友内弟子屈停車場線
- 718 北海道道718号忠別清水線
- 719 （欠番：岩見沢石狩線を81号に改番）
- 720 （欠番：西野真駒内清田線を82号に改番）
- 721 （欠番：旧：美深北竜線→国道275号の一部へ）（主要）
- 722 （欠番：函館南茅部線を83号に改番）
- 723 （欠番：旧：洞爺湖大滝線→国道453号の一部へ）（主要）
- 724 （欠番：豊富浜頓別線を84号に改番）
- 725 （欠番：旧：北見生田原線→国道333号の一部へ）（主要）
- 726 （欠番：鹿追糠平線を85号に改番）
- 727 （欠番：旧：羅臼標津線→国道335号の一部へ）（主要）
- 728 北海道道728号中幌向栗沢線
- 729 北海道道729号朱鞠内風連線
- 730 北海道道730号丸駒線
- 731 （欠番：白老大滝線を86号に改番）
- 732 北海道道732号上猿払浅茅野線
- 733 （欠番：旧：留辺蘂常呂線→道道904号留辺蘂浜佐呂間線（現103号）へ）
- 734 北海道道734号熊牛御影線
- 735 （欠番：旧：清水鹿追線→国道274号の一部へ）（主要）
- 736 （欠番：知床公園羅臼線を87号に改番）
- 737 北海道道737号標津停車場線
- 738 （欠番：旧：芦別三笠線→道道907号夕張芦別線の一部と道道917号岩見沢桂沢線の一部へ）
- 739 （欠番：旧：鹿島清水沢停車場線→1974年3月31日に桂沢清水沢線へ路線名変更→道道907号夕張芦別線の一部へ）
- 740 北海道道740号北檜山大成線
- 741 北海道道741号上遠別霧立線
- 742 北海道道742号霧立小平線
- 743 （欠番：旧：下川朝日線→道道902号下川愛別線（現101号）の一部へ）
- 744 （欠番：旧：宇登呂羅臼線→国道334号の一部へ）
- 745 （欠番：旧：初田牛浜中線→道道1105号根室浜中釧路線（現142号）の一部へ）
- 746 北海道道746号高見西舎線
- 747 北海道道747号上羽幌羽幌停車場線
- 748 （欠番：旧：古山長沼線→道道1008号夕張長沼線の一部へ）
- 749 北海道道749号鳩山継立停車場線
- 750 北海道道750号真谷地沼の沢停車場線
- 751 北海道道751号新篠津金沢線
- 752 北海道道752号名駒田下線
- 753 北海道道753号登余市停車場線
- 754 （欠番：旧：春日京極停車場線→道道819号京極定山渓線（初代）の一部と道道821号京極停車場線へ）
- 755 北海道道755号然別余市線
- 756 北海道道756号大野上磯線
- 757 （欠番：旧：室蘭環状線（初代）→道道910号室蘭環状線（2代目、現107号）と道道919号中央東線へ）
- 758 北海道道758号パンケ風連線
- 759 北海道道759号奈江富良野線
- 760 北海道道760号智恵文美深線
- 761 北海道道761号北旭川停車場永山線
- 762 北海道道762号平羽幌線
- 763 北海道道763号兜沼豊徳線
- 764 北海道道764号本幌別上毛登別線
- 765 北海道道765号元地香深線
- 766 北海道道766号和訓辺渚滑停車場線
- 767 北海道道767号明生北浜線
- 768 北海道道768号相生津別停車場線
- 769 北海道道769号斜里停車場美咲線
- 770 北海道道770号美里別本別停車場線
- 771 北海道道771号笹川士幌線
- 772 北海道道772号上斗満大誉地線
- 773 北海道道773号萠和大樹停車場線
- 774 北海道道774号川北中標津線
- 775 北海道道775号上武佐計根別停車場線
- 776 北海道道776号北滝の川東滝川停車場線
- 777 北海道道777号川崎三の原線
- 778 北海道道778号濁川温泉線
- 779 北海道道779号南黄金長和線
- 780 北海道道780号花咲港温根沼線
- 781 北海道道781号苫小牧環状線
- 782 北海道道782号上登別室蘭線
- 783 北海道道783号東大里瀬棚停車場線
- 784 北海道道784号黒橋京極線
- 785 北海道道785号豊富中頓別線
- 786 （欠番：本別留辺蘂線を88号に改番）
- 787 （欠番：旧：角山弥生線→道道1079号札幌北広島環状線（現128号）の一部へ）
- 788 北海道道788号芦別停車場線
- 789 北海道道789号上志文四条東線
- 790 北海道道790号仁別大曲線
- 791 北海道道791号峠宮田線
- 792 北海道道792号ニセコ停車場線
- 793 北海道道793号旭台今金線
- 794 北海道道794号森停車場線
- 795 北海道道795号共和鶉線
- 796 北海道道796号西端春立線
- 797 北海道道797号貫気別振内線
- 798 北海道道798号西風連名寄線
- 799 （欠番：旧：近文停車場嵐山公園線→道道1109号旭川鷹栖インター線（現146号）と道道1124号近文停車場緑町線と道道1125号嵐山公園線へ）
- 800 北海道道800号北の峯線

### 801 - 900
- 801 北海道道801号樽真布幌糠線
- 802 北海道道802号斜里港線
- 803 （欠番：旧：境野実郷上常呂線→道道986号置戸訓子府北見線の一部へ）
- 804 北海道道804号和訓辺上渚滑線
- 805 北海道道805号札弦停車場水上線
- 806 北海道道806号上音更上士幌線
- 807 北海道道807号円朱別原野茶内線
- 808 北海道道808号琵琶瀬茶内停車場線
- 809 （欠番：札幌環状線を89号に改番）
- 810 北海道道810号金原今金線
- 811 北海道道811号勇知上勇知線
- 812 北海道道812号館町福島線
- 813 北海道道813号上風連大別線
- 814 北海道道814号滝野上野幌自転車道線
- 815 （欠番：旧：北海道道815号晩生内線→道道1159号美唄浦臼線の一部へ）
- 816 北海道道816号峯延稔町線
- 817 北海道道817号茂世丑最上線
- 818 北海道道818号発足線
- 819 （欠番：旧：京極定山渓線（初代）→道道894号京極定山渓線（2代目、現95号）へ）
- 820 北海道道820号小樽港稲穂線
- 821 北海道道821号京極停車場線
- 822 （欠番：旧：東川高江線→道道1026号新冠平取線の一部へ）
- 823 （欠番：旭川環状線を90号に改番）
- 824 北海道道824号美沢美馬牛線
- 825 （欠番：旧：剣淵北剣淵兵村線→道道984号温根別ビバカルウシ線の一部へ）
- 826 北海道道826号丸松線
- 827 北海道道827号越川中斜里停車場線
- 828 北海道道828号シラトリマップ滝ノ上原野線
- 829 北海道道829号幌呂原野鶴居線
- 830 北海道道830号泉川西春別線
- 831 北海道道831号上春別別海線
- 832 （欠番：旧：初田牛厚床線→道道997号落石厚床線の一部へ）
- 833 北海道道833号俣落西五条線
- 834 （欠番：旧：御園南清水沢線→道道1008号夕張長沼線の一部へ）
- 835 北海道道835号釧路阿寒自転車道線
- 836 北海道道836号島牧美利河線
- 837 （欠番：旧：標茶上茶路線→国道274号の一部へ）
- 838 （欠番：旧：中立牛滝上線→道道1044号遠軽滝上線の一部へ）
- 839 （欠番：旧：北海道道839号前田停車場線→道道1174号発足前田線の一部へ）
- 840 北海道道840号野束清住線
- 841 北海道道841号桜川線
- 842 北海道道842号大峯双葉線
- 843 北海道道843号宿野辺保養基地線
- 844 北海道道844号祝津西小路中央線
- 845 北海道道845号芽生貫気別線
- 846 （欠番：旧：西川田原線→道道1025号静内浦河線の一部へ）
- 847 北海道道847号三岩日高線
- 848 北海道道848号鷹栖江丹別線
- 849 北海道道849号日東東雲線
- 850 北海道道850号瑞生下士別線
- 851 北海道道851号上富良野中富良野線
- 852 （欠番：旧：恩根内停車場線→道道1015号美深中川線（現118号）の一部へ）
- 853 北海道道853号田代港町線
- 854 北海道道854号清川線
- 855 北海道道855号六志内西雄信内線
- 856 北海道道856号本泊利尻空港線
- 857 北海道道857号江南清里停車場線
- 858 北海道道858号キムアネップ岬浜佐呂間線
- 859 北海道道859号旭山線
- 860 北海道道860号釧路西港線
- 861 （欠番：旧：深山釧路線→道道1105号根室浜中釧路線（現142号）の一部と道道1128号厚岸昆布森線の一部へ）
- 862 （欠番：旧：昆布森尾幌線→道道1105号根室浜中釧路線（現142号）の一部へ）
- 863 北海道道863号川北茶志骨線
- 864 北海道道864号大麻東雁来線
- 865 北海道道865号樽川篠路線
- 866 北海道道866号東浜焼尻港線
- 867 北海道道867号達布石狩沼田停車場線
- 868 （欠番：旧：幌内本沢三笠停車場線→道道1129号三笠栗沢線の一部へ）
- 869 （欠番：旧：幌向原野東光線→道道1056号江別長沼線の一部へ）
- 870 北海道道870号幌内三川停車場線
- 871 （欠番：旧：白川美唄線→道道1098号美唄富良野線（現135号）の一部と道道1116号富良野上川線へ）
- 872 北海道道872号支笏湖公園自転車道線
- 873 北海道道873号小向元紋別線
- 874 北海道道874号朝日桜丘線
- 875 北海道道875号多度志一已線
- 876 （欠番：旧：石山公園線→道道1027号砂川歌志内線の一部へ）
- 877 北海道道877号学田前田線
- 878 北海道道878号光台種川線
- 879 北海道道879号米原古川線
- 880 北海道道880号上音標音標線
- 881 北海道道881号ホロカヤントー線
- 882 北海道道882号利別牛首別線
- 883 北海道道883号宇津沢木線
- 884 （欠番：旧：上尾幌太田線→道道1128号厚岸昆布森線の一部へ）
- 885 北海道道885号養老牛虹別線
- 886 北海道道886号知来東線
- 887 北海道道887号中原金沢線
- 888 北海道道888号東陽多寄線
- 889 北海道道889号上猿払清浜線
- 890 （欠番：苫小牧東インター線を91号に改番）
- 891 （欠番：斜里停車場線を92号に改番）
- 892 （欠番：知床公園線を93号に改番）
- 893 （欠番：増毛稲田線を94号に改番）
- 894 （欠番：京極定山渓線を95号に改番）
- 895 （欠番：旧：倶知安赤井川線→国道393号の一部へ）
- 896 （欠番：旧：古平積丹神恵内線→国道229号の一部へ）
- 897 （欠番：上磯峠下線を96号に改番）
- 898 （欠番：豊浦京極線を97号に改番）
- 899 （欠番：旭川多度志線を98号に改番）
- 900 （欠番：和寒鷹栖線を99号に改番）

### 901 - 1000
- 901 （欠番：函館上磯線を100号に改番）
- 902 （欠番：下川愛別線を101号に改番）
- 903 （欠番：網走川湯線を102号に改番）
- 904 （欠番：留辺蘂浜佐呂間線を103号に改番）
- 905 （欠番：網走端野線を104号に改番）
- 906 （欠番：旧：音更鹿追線→道道1096号音更新得線（現133号）の一部へ）（主要）
- 907 （欠番：旧：夕張芦別線→国道452号の一部へ）（主要）
- 908 （欠番：利尻富士利尻線を105号に改番）
- 909 （欠番：稚内天塩線を106号に改番）
- 910 （欠番：室蘭環状線を107号に改番）
- 911 北海道道911号大津旅来線
- 912 北海道道912号大津長節線
- 913 北海道道913号野塚婦美線
- 914 北海道道914号新富神里線
- 915 北海道道915号共和嵐山線
- 916 北海道道916号湯内内園線
- 917 北海道道917号岩見沢桂沢線
- 918 （欠番：沓形仙法志鴛泊線を108号に改番）
- 919 北海道道919号中央東線
- 920 北海道道920号幌内湯内線
- 921 北海道道921号開発峰延線
- 922 北海道道922号立香南久保内線
- 923 北海道道923号メナシベツ豊富線
- 924 北海道道924号富野軽舞線
- 925 北海道道925号武徳下士別線
- 926 北海道道926号礼文空港線
- 927 （欠番：新帯広空港線を109号に改番）
- 928 北海道道928号上風連中西別線
- 929 北海道道929号中春別床丹線
- 930 北海道道930号上風連奥行線
- 931 （欠番：旧：古多糠川北線→道道1145号薫別川北線の一部へ）
- 932 北海道道932号上渚滑原野上渚滑線
- 933 北海道道933号北進平取線
- 934 北海道道934号相生蘭越線
- 935 北海道道935号小黒部鰔川線
- 936 北海道道936号丹羽今金線
- 937 北海道道937号上雨紛台場線
- 938 北海道道938号伊文政和線
- 939 北海道道939号日進名寄線
- 940 北海道道940号東川旭川線
- 941 （欠番：旧：比布当麻旭川線→道道1103号愛別当麻旭川線（現140号）の一部と道道1122号当麻比布線へ）
- 942 北海道道942号東鷹栖永山線
- 943 北海道道943号北見環状線
- 944 北海道道944号神威小清水線
- 945 北海道道945号豊里中斜里停車場線
- 946 北海道道946号向陽清里停車場線
- 947 北海道道947号留真線
- 948 （欠番：旧：幾千瀬吉野線→道道1146号瀬多来吉野線の一部へ）
- 949 北海道道949号オンネトー線
- 950 北海道道950号野付風蓮公園線
- 951 北海道道951号泉川線
- 952 北海道道952号山花鶴丘線
- 953 北海道道953号別当賀酪陽線
- 954 （欠番：旧：厚岸浜中線→道道1020号別海厚岸線（現123号）の一部へ）
- 955 北海道道955号床潭筑紫恋線
- 956 北海道道956号小樽環状線
- 957 北海道道957号大成西春別線
- 958 北海道道958号大椴線
- 959 北海道道959号シラルトロ湖線
- 960 北海道道960号宝水岩見沢線
- 961 北海道道961号富武士佐呂間線
- 962 北海道道962号愛国停車場古舞線
- 963 （欠番：江別インター線を110号に改番）
- 964 北海道道964号板谷蕗ノ台線
- 965 （欠番：旧：当麻愛別線→道道1103号愛別当麻旭川線（現140号）の一部へ）
- 966 北海道道966号十勝岳温泉美瑛線
- 967 北海道道967号馬追原野北信濃線
- 968 （欠番：旧：ニニウ夕張線→道道1099号夕張新得線（現136号）の一部へ）
- 969 北海道道969号大野大中山線
- 970 北海道道970号蛾眉野原木線
- 971 北海道道971号旭温泉旭線
- 972 北海道道972号浜里下沼線
- 973 北海道道973号北清水清水線
- 974 北海道道974号東台留真線
- 975 北海道道975号開陽川北線
- 976 北海道道976号西風連士別線
- 977 北海道道977号十勝川温泉帯広自転車道線
- 978 北海道道978号野花南芦別線
- 979 北海道道979号開発茶志内線
- 980 北海道道980号臼尻豊崎線
- 981 北海道道981号上長和萩原線
- 982 北海道道982号伊達紋別停車場線
- 983 北海道道983号米原田浦線
- 984 北海道道984号温根別ビバカルウシ線
- 985 北海道道985号山部北の峰線
- 986 北海道道986号置戸訓子府北見線
- 987 北海道道987号豊似広尾線
- 988 北海道道988号貰人姉別原野線
- 989 北海道道989号豊里歯舞線
- 990 北海道道990号深川砂川自転車道線
- 991 （欠番：静内中札内線を111号に改番）
- 992 北海道道992号静内停車場線
- 993 （欠番：札幌当別線を112号に改番）
- 994 北海道道994号中春別俵橋線
- 995 北海道道995号東藻琴豊富線
- 996 北海道道996号上渚滑原野滝ノ上線
- 997 （欠番：旧：落石厚床線→道道1105号根室浜中釧路線（現142号）の一部へ）
- 998 北海道道998号古平神恵内線
- 999 北海道道999号美利河二股自然休養村線
- 1000 北海道道1000号富士川上線

### 1001 - 1100
- 1001 北海道道1001号北光置戸線
- 1002 北海道道1002号光地園尾田線
- 1003 北海道道1003号遠野別保線
- 1004 （欠番：釧路環状線を113号に改番）
- 1005 北海道道1005号野幌総合運動公園線
- 1006 北海道道1006号達布小平町線
- 1007 北海道道1007号恵比島旭町線
- 1008 北海道道1008号夕張長沼線
- 1009 北海道道1009号長沼南幌線
- 1010 北海道道1010号能取三眺線
- 1011 （欠番：赤平奈井江線を114号に改番）
- 1012 （欠番：芦別砂川線を115号に改番）
- 1013 （欠番：岩見沢三笠線を116号に改番）
- 1014 （欠番：恵庭岳公園線を117号に改番）
- 1015 （欠番：美深中川線を118号に改番）
- 1016 （欠番：遠別中川線を119号に改番）
- 1017 （欠番：美深中頓別線を120号に改番）
- 1018 （欠番：稚内幌延線を121号に改番）
- 1019 （欠番：北見端野美幌線を122号に改番）
- 1020 （欠番：別海厚岸線を123号に改番）
- 1021 北海道道1021号恵庭停車場線
- 1022 北海道道1022号仁木赤井川線
- 1023 北海道道1023号上徳志別乙忠部線
- 1024 北海道道1024号川向端野線
- 1025 北海道道1025号静内浦河線
- 1026 北海道道1026号新冠平取線
- 1027 北海道道1027号砂川歌志内線
- 1028 北海道道1028号森砂原線
- 1029 北海道道1029号花浦内浦線
- 1030 北海道道1030号石勝高原幾寅線
- 1031 北海道道1031号神居岩総合公園線
- 1032 北海道道1032号遠軽安国線
- 1033 北海道道1033号土佐東浜線
- 1034 （欠番：旧：中標津斜里線→道道1113号摩周湖中標津線（現150号）の一部と道道1115号摩周湖斜里線へ）
- 1035 （欠番：旧：裏摩周線→道道1113号摩周湖中標津線（現150号）の一部へ）
- 1036 （欠番：旧：帯広環状線→道道1114号幕別帯広芽室線（現151号）の一部へ）
- 1037 北海道道1037号広尾大樹線
- 1038 北海道道1038号直別共栄線
- 1039 北海道道1039号霧多布岬線
- 1040 北海道道1040号弟子屈熊牛原野線
- 1041 （欠番：宮の沢北一条線を124号に改番）
- 1042 （欠番：前田新川線を125号に改番）
- 1043 （欠番：小平幌加内線を126号に改番）
- 1044 （欠番：旧：遠軽滝上線→道道1100号遠軽雄武線（現137号）の一部へ）
- 1045 北海道道1045号千歳白老線
- 1046 北海道道1046号鵡川厚真線
- 1047 （欠番：旧：静川柏原線→道道1082号静川美沢線（現129号）の一部へ）
- 1048 北海道道1048号留萌小平線
- 1049 北海道道1049号苫前小平線
- 1050 北海道道1050号常元中里線
- 1051 北海道道1051号湧洞線
- 1052 北海道道1052号クチョロ原野線
- 1053 北海道道1053号真駒内茨戸東雁来自転車道線
- 1054 （欠番：旧：白糠足寄線→道道1106号北見白糠線（現143号）の一部へ）
- 1055 北海道道1055号紋別興部線
- 1056 北海道道1056号江別長沼線
- 1057 北海道道1057号稀府停車場線
- 1058 （欠番：室蘭インター線を127号に改番）
- 1059 北海道道1059号稚内空港線
- 1060 北海道道1060号クチョロ原野塘路線
- 1061 北海道道1061号旭岱鳥山線
- 1062 北海道道1062号力昼九重線
- 1063 北海道道1063号小川古丹別線
- 1064 北海道道1064号友知牧之内線
- 1065 北海道道1065号夕張厚真線
- 1066 北海道道1066号石狩湾新港線
- 1067 北海道道1067号七重浜停車場線
- 1068 北海道道1068号留萌北竜線
- 1069 北海道道1069号ウエンナイ幌内保線
- 1070 北海道道1070号上武利丸瀬布線
- 1071 北海道道1071号音調津陣屋線
- 1072 （欠番：旧：旭川美瑛芦別線→国道452号の一部へ）
- 1073 （欠番：旧：落合新得線→道道1099号夕張新得線（現136号）の一部へ）
- 1074 北海道道1074号頓別港線
- 1075 北海道道1075号新得停車場線
- 1076 北海道道1076号利尻富士利尻自転車道線
- 1077 北海道道1077号稚内猿払線
- 1078 （欠番：旧：雄武西興部線→道道1100号遠軽雄武線（現137号）の一部へ）
- 1079 （欠番：札幌北広島環状線を128号に改番）
- 1080 北海道道1080号栗山北広島線
- 1081 北海道道1081号東室蘭停車場線
- 1082 （欠番：静川美沢線を129号に改番）
- 1083 北海道道1083号網走港線
- 1084 北海道道1084号帯広の森公園線
- 1085 北海道道1085号新内線
- 1086 北海道道1086号増毛当別線
- 1087 北海道道1087号網走常呂自転車道線
- 1088 北海道道1088号然別峡線
- 1089 北海道道1089号猿払鬼志別線
- 1090 （欠番：新千歳空港線を130号に改番）
- 1091 北海道道1091号泉沢新千歳空港線
- 1092 北海道道1092号栄町温泉線
- 1093 北海道道1093号阿寒公園鶴居線
- 1094 （欠番：平取穂別線を131号に改番）
- 1095 （欠番：洞爺公園洞爺線を132号に改番）
- 1096 （欠番：音更新得線を133号に改番）
- 1097 （欠番：本別士幌線を134号に改番）
- 1098 （欠番：美唄富良野線を135号に改番）
- 1099 （欠番：夕張新得線を136号に改番）
- 1100 （欠番：遠軽雄武線を137号に改番）

### 1101 - 1182
- 1101 （欠番：豊富猿払線を138号に改番）
- 1102 （欠番：江別奈井江線を139号に改番）
- 1103 （欠番：愛別当麻旭川線を140号に改番）
- 1104 （欠番：樽前錦岡線を141号に改番）
- 1105 （欠番：根室浜中釧路線を142号に改番）
- 1106 （欠番：北見白糠線を143号に改番）
- 1107 （欠番：登別室蘭インター線を144号に改番）
- 1108 （欠番：伊達インター線を145号に改番）
- 1109 （欠番：旭川鷹栖インター線を146号に改番）
- 1110 （欠番：銭函インター線を147号に改番）
- 1111 （欠番：釧路インター線を148号に改番）
- 1112 （欠番：大沼インター線を149号に改番）
- 1113 （欠番：摩周湖中標津線を150号に改番）
- 1114 （欠番：幕別帯広芽室線を151号に改番）
- 1115 北海道道1115号摩周湖斜里線
- 1116 北海道道1116号富良野上川線
- 1117 北海道道1117号落合停車場線
- 1118 北海道道1118号兜沼停車場線
- 1119 北海道道1119号稚内豊富線
- 1120 北海道道1120号浜鬼志別港線
- 1121 北海道道1121号月形幌向線
- 1122 北海道道1122号当麻比布線
- 1123 北海道道1123号落石港線
- 1124 北海道道1124号近文停車場緑町線
- 1125 北海道道1125号嵐山公園線
- 1126 北海道道1126号銭函停車場線
- 1127 北海道道1127号初田牛厚床線
- 1128 北海道道1128号厚岸昆布森線
- 1129 北海道道1129号三笠栗沢線
- 1130 北海道道1130号砂川奈井江美唄線
- 1131 北海道道1131号美唄停車場線
- 1132 北海道道1132号函館臨空工業団地線
- 1133 北海道道1133号宗谷ふれあい公園線
- 1134 北海道道1134号当麻上川線
- 1135 北海道道1135号浜中元川線
- 1136 北海道道1136号旭川層雲峡自転車道線
- 1137 北海道道1137号丘珠空港東線
- 1138 北海道道1138号厚別平岡線
- 1139 北海道道1139号栗沢工業団地大和線
- 1140 北海道道1140号美唄三笠線
- 1141 北海道道1141号長万部公園線
- 1142 北海道道1142号えりも浦河線
- 1143 北海道道1143号比布北インター線
- 1144 北海道道1144号士幌上士幌線
- 1145 北海道道1145号薫別川北線
- 1146 北海道道1146号瀬多来吉野線
- 1147 北海道道1147号大曲工業団地美しが丘線
- 1148 北海道道1148号札幌恵庭自転車道線
- 1149 北海道道1149号南千歳停車場線
- 1150 北海道道1150号旭川北インター線
- 1151 北海道道1151号新紋別空港線
- 1152 北海道道1152号芽室帯広インター線
- 1153 北海道道1153号帯広川西インター線
- 1154 北海道道1154号本別インター線
- 1155 北海道道1155号落部インター線
- 1156 北海道道1156号森インター線
- 1157 北海道道1157号幸福インター線
- 1158 北海道道1158号米岡奥尻空港線
- 1159 北海道道1159号美唄浦臼線
- 1160 北海道道1160号旭川旭岳温泉線
- 1161 北海道道1161号士別剣淵インター線
- 1162 北海道道1162号銀泉台線
- 1163 北海道道1163号丸瀬布インター線
- 1164 北海道道1164号北斗追分インター線
- 1165 北海道道1165号むかわ穂別インター線
- 1166 北海道道1166号中札内インター線
- 1167 北海道道1167号北斗茂辺地インター線
- 1168 北海道道1168号女満別空港インター線
- 1169 北海道道1169号愛別インター線
- 1170 北海道道1170号トマムインター線
- 1171 北海道道1171号上川層雲峡インター線
- 1172 北海道道1172号占冠インター線
- 1173 北海道道1173号小樽塩谷インター線
- 1174 北海道道1174号発足前田線
- 1175 北海道道1175号新千歳空港インター線
- 1176 北海道道1176号新函館北斗停車場七飯線
- 1177 北海道道1177号函館空港インター線
- 1178 北海道道1178号泊共和線
- 1179 北海道道1179号苫小牧中央インター線
- 1180 北海道道1180号きたひろしま総合運動公園線
- 1181 北海道道1181号新八雲停車場線
- 1182 北海道道1182号共和北インター線